# Trofeo Guruceta
Il Trofeo Guruceta è un premio onorario che ogni anno dà il quotidiano Marca al miglior arbitro della stagione del campionato di calcio spagnolo.

## Storia e regolamento
È stato istituito nella stagione 1986/87 e deve il suo nome a Emilio Carlos Guruceta, arbitro internazionale morto lo stesso anno in un incidente automobilistico.
Inizialmente il premio era solo per Arbitri della Prima divisione. Dalla stagione 1993/94 viene dato un trofeo anche per gli arbitri della Seconda Divisione A.
Dopo ogni giornata i giornalisti di Marca assegnano un punteggio ai direttori di gara, a seconda del grado di successo nel loro lavoro. Alla fine della stagione, il rapporto fra i punti e il numero di partite arbitrate indica l'arbitro che ottiene il trofeo.

## Palmarès del Trofeo Guruceta

### Primera División
| Stagione  | Arbitro                                |
| --------- | -------------------------------------- |
| 1986-1987 | Jiménez Moreno & Soriano Aladrén       |
| 1987-1988 | Martín Navarrete                       |
| 1988-1989 | Ramos Marcos                           |
| 1989-1990 | Ramos Marcos                           |
| 1990-1991 | Andújar Oliver                         |
| 1991-1992 | Díaz Vega                              |
| 1992-1993 | Andújar Oliver                         |
| 1993-1994 | Antonio López Nieto                    |
| 1994-1995 | Antonio López Nieto                    |
| 1995-1996 | Antonio López Nieto                    |
| 1996-1997 | Antonio López Nieto                    |
| 1997-1998 | Díaz Vega                              |
| 1998-1999 | Prados García                          |
| 1999-2000 | Antonio López Nieto                    |
| 2000-2001 | García Aranda                          |
| 2001-2002 | Iturralde González and Mejuto González |
| 2002-2003 | Mejuto González                        |
| 2003-2004 | Mejuto González                        |
| 2004-2005 | Losantos Omar                          |
| 2005-2006 | Esquinas Torres                        |
| 2006-2007 | Alberto Undiano Mallenco               |
| 2007-2008 | Megía Dávila                           |
| 2008-2009 | Megía Dávila                           |

### Segunda División
| Stagione  | Arbitro             |
| --------- | ------------------- |
| 1993-1994 | Antoñana Moraza     |
| 1994-1995 | Puentes Leira       |
| 1995-1996 | Medina Cantalejo    |
| 1996-1997 | Román González      |
| 1997-1998 | Román González      |
| 1998-1999 | Muñiz Fernández     |
| 1999-2000 | Amilburu Santamaría |
| 2000-2001 | Román González      |
| 2001-2002 | Román González      |
| 2002-2003 | Delgado Ferreiro    |
| 2003-2004 | Fernández Hinijosa  |
| 2004-2005 | Fernández Hinijosa  |
| 2005-2006 | González González   |
| 2006-2007 | Cerro Grande        |
| 2007-2008 | Perez Lima          |